# Roccaforte (nave)
La Roccaforte era una nave da guerra del XIII secolo costruita nell'Arsenale di Venezia. Costruita come "nave rotonda", fu considerata una delle più grandi costruite nel XIII secolo e fu utilizzata sia dalla Repubblica di Venezia sia dal Regno di Francia. 

## Storia
La Roccaforte fu costruita a Venezia nel 1268 assieme ad altre due navi: Santa Maria e San Nicolò. Fu costruita come una nave rotonda, ed era spesso utilizzata per le guerre. L'esatto ruolo della nave è discusso; alcune fonti notano che la nave fu usata per difendere il commercio delle mude di Levante a Venezia, e fu impiegata nella battaglia di Saseno nel 1264 tra la marina veneziana e quella genovese.
La Roccaforte fu l'unica nave a sopravvivere alla battaglia, poiché le navi genovesi più piccole non furono in grado di catturare la grande nave. 
Altre fonti affermano che la nave fu costruita nel 1268 per volere del re Luigi IX di Francia, che stava preparando un esercito per l'ottava crociata del 1270. In un saggio sulle navi veneziane fornito alla Francia durante l'ottava crociata lo storico navale francese Auguste Jal notò che Roccaforte era la più grande di dette navi.  Jal ha anche esaminato alcuni documenti latini che descrivevano in dettaglio il design della nave.

### Dimensioni
La Roccaforte era notevolmente grande, anche se alcune fonti differiscono per le sue dimensioni esatte. Auguste Jal e diversi storici successivi hanno notato che la nave aveva 70 piedi (21 m) sulla chiglia con una lunghezza complessiva di 110 piedi (34 m), con una larghezza a prua di 40 piedi (12 m); altri storici criticano questa approssimazione delle dimensioni della nave come irrealistica. Lo storico Charles Stanton registra la lunghezza della nave pari a 38,3 metri mentre Frederic Chapin Lane afferma che la nave aveva un castello di prua e un castello di poppa che erano alti 12 metri ciascuno.